# Liste der Kulturdenkmäler in Oberdürenbach
In der Liste der Kulturdenkmäler in Oberdürenbach sind alle Kulturdenkmäler der rheinland-pfälzischen Ortsgemeinde Oberdürenbach einschließlich des Ortsteils Schelborn aufgeführt. Grundlage ist die Denkmalliste des Landes Rheinland-Pfalz (Stand: 12. Juni 2023).

## Einzeldenkmäler
| Bezeichnung                                     | Lage                                                                 | Baujahr         | Beschreibung                                        | Bild                                    |
| ----------------------------------------------- | -------------------------------------------------------------------- | --------------- | --------------------------------------------------- | --------------------------------------- |
| Grabkreuz                                       | Oberdürenbach, Hauptstraße                                           | 17. Jahrhundert | Grabkreuz, 17. Jahrhundert                          | Direkt Bild zu diesem Denkmal hochladen |
| Katholische Kapelle St. Cornelius und Cyprianus | Oberdürenbach, Hauptstraße 39 Lage                                   | 1754            | Saalbau, bezeichnet 1754                            | weitere Bilder Fotos hochladen          |
| Dausteiner Kreuz                                | Oberdürenbach, nördlich der Büschhöfe; Flur Im Dausteiner Kreuz Lage | 18. Jahrhundert | Wegekreuz, Nischentyp, wohl aus dem 18. Jahrhundert | BW                                      |
| Kapelle Mariä Geburt                            | Schelborn, Blasweilerweg 1 Lage                                      | 1883            | Saalbau, bezeichnet 1883                            | weitere Bilder Fotos hochladen          |
| Bildstock                                       | Schelborn, Dorfstraße                                                | 160[x]          | Bildstock, bezeichnet 160[x]                        | Direkt Bild zu diesem Denkmal hochladen |
| Wegekreuz                                       | Schelborn, Dorfstraße                                                | 18. Jahrhundert | Wegekreuzfragment, 18. Jahrhundert                  | Direkt Bild zu diesem Denkmal hochladen |
| Grabkreuz                                       | Schelborn, Dorfstraße                                                |                 | Grabkreuzfragment                                   | Fotos hochladen                         |
| Bildstock                                       | Schelborn, südlich des Ortes                                         | 16. Jahrhundert | Bildstock, Schöpflöffelform, 16. Jahrhundert        | Direkt Bild zu diesem Denkmal hochladen |
| Wegekreuz                                       | Schelborn, südlich des Ortes auf dem Friedhof Lage                   | 1717            | Wegekreuz, Nischentyp, bezeichnet 1717              | BW                                      |